# Ingvar

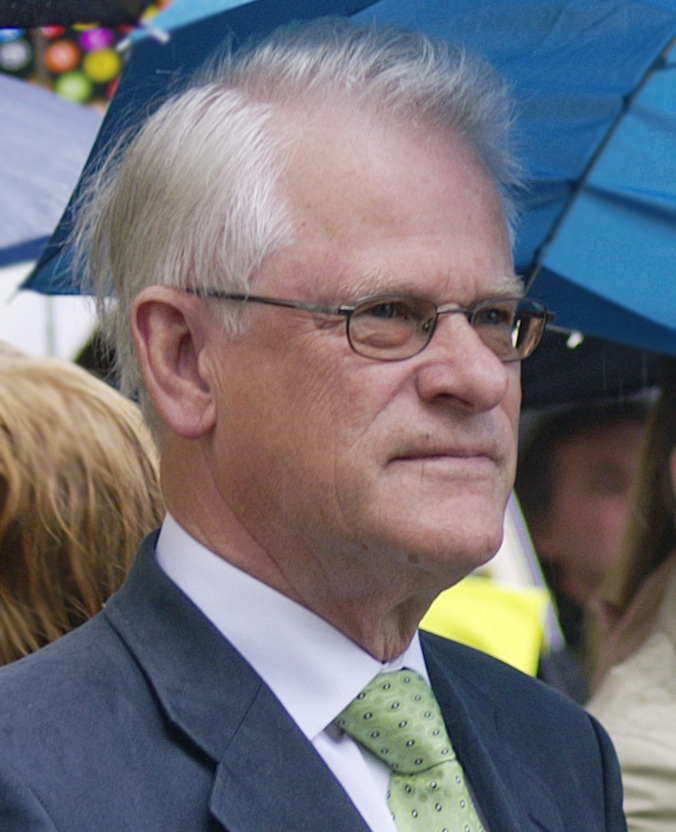
Ingvar Carlsson.

Mansnamnet Ingvar, även stavat Yngvar, är ett fornnordiskt namn som betyder "Ings krigare", där Ing möjligtvis är namnet på en fornnordisk gud. Samma Ing förekommer också i namn som Inge, Ingemund, Ingemar, Ingvald, Ingeborg och Ingolf.
Namnet Ingvar är inlånat till flera slaviska språk, i former som Igor (ryska), Ihor (ukrainska) och Ihar (belarusiska).
Ingvar var ett populärt namn på 1920- och 1930-talen, men används för närvarande mest som andranamn. 31 december 2014 fanns det totalt 40 721 personer i Sverige med namnet Ingvar varav 6 457 med det som tilltalsnamn. År 2003 fick 109 pojkar namnet, men ingen fick det som tilltalsnamn.
Namnsdag: 10 april. I den finlandssvenska namnsdagslängden har Ingvar namnsdag 26 februari (ända till 1999: skottår 27 februari) sedan 1950. Parallellformen Yngvar har namnsdag 23 november sedan 1950.

## Personer med förnamnet Ingvar
- Yngvar, sagokung av Ynglingaätten
- Ingvar den vittfarne (död ca 1041), vikingahövding, se även Ingvarssten
- Ingvar Andersson, historiker, ledamot av Svenska Akademien
- Ingvar Andersson, skådespelare
- Ingvar Bengtsson, medeldistanslöpare
- Ingvar Björkeson, översättare
- Ingvar Carlsson, politiker (s), Sveriges statsminister 1986–1991 och 1994–1996
- Ingvar Ericsson, medeldistanslöpare
- Ingvar Gullnäs, ämbetsman, justitiekansler, landshövding i Kopparbergs län
- Ingvar Gärd, fotbollsspelare, VM-brons 1950
- Ingvar Hansson, seglare, OS-guld 1976
- Ingvar Hirdwall, skådespelare
- Ingvar Holm, litteraturvetare, professor emeritus
- Ingvar Kamprad, företagare, startade IKEA
- Ingvar Karlsson, musiker
- Ingvar Kjellson, skådespelare
- Ingvar Lidholm, tonsättare
- Ingvar Lindell, politiker (s), f.d. statsråd, f.d. landshövding i Hallands län
- Jan-Ingvar Ohlsson, medeldistanslöpare
- Ingvar Oldsberg, sportjournalist och TV-programledare
- Ingvar Orre, journalist och författare
- Ingvar Pettersson, gångare, OS-brons 1964
- Ingvar Rydberg, översättare av orientalisk litteratur till svenska
- Ingvar Rydell, fotbollsspelare
- Ingvar Sandström, längdskidåkare
- Ingvar Svahn, fotbollsspelare
- Ingvar Wixell, operasångare
- Charles-Ingvar Jönsson, rollfigur och fiktiv brottsling

## Personer med efternamnet Ingvar
- Cilla Ingvar, revyartist och programledare
- David Ingvar, läkare och forskare
- Martin Ingvar, läkare och professor
- Sven Ingvar (författare) – en svensk författare
- Sven Ingvar (läkare) – en svensk läkare